# Martin Veith
Martin Veith (* 6. Juni 1986 in Neu-Rum) ist ein österreichischer Moderator.

## Leben
Bereits in frühen Jahren war Veith von Radio und Fernsehen fasziniert. Erste Versuche mit dem Mikrofon unternahm er in der Volksschule, als er sich in seinem Schlafzimmer ein kleines Studio mit Mischpult und Mikrofon einrichtete.
2003 absolvierte Veith neben seiner Lehre im Einzelhandel ein Volontariat im Funkhaus Tirol (WELLE1/Antenne/Arabella). Nach der Spaltung des Funkhauses unterschrieb er seinen ersten Vertrag beim Radiosender WELLE1 – music radio. Bis Sommer 2015 fungierte er als Moderator der Morgenshow WELLE1 Get Up, Wacker Innsbruck On Air sowie dem WELLE1 Hit Countdown.
Von September 2015 bis April 2025 war der Tiroler bei Antenne Vorarlberg unter Vertrag. Hier moderierte „Veithi“ zusammen mit Sandra Tasek das Frühstücksradio. Es gelang ihm als ersten Radiomoderator eines österreichischen Privatsenders, den Ö3 Wecker sowohl in der Tagesreichweite als auch im Marktanteil zu überholen. Martin Veith hatte mit seiner Morning-Show somit mehr Hörerinnen und Hörer als Hitradio Ö3. Ab Oktober 2023 präsentierte er das Frühstücksradio mit Isabella und Sarah. Am 21. April 2025 hatte er seinen letzten Arbeitstag bei Antenne Vorarlberg mit einem würdigen Finale beim großen Osterhit-Marathon.
Abseits des Studios ist Veith auch auf zahlreichen Großevents als Moderator aktiv (Taio Cruz, DJ Antoine, Leony, Christina Stürmer, Miss und Mister Wahlen, Sportevents, Österreichs Vertreter beim SongContest etc.).
In seiner Freizeit betreibt Veith Sport – im Sommer mit dem Rennrad & Mountainbike, beim Bergsteigen und zum relaxen auf dem Golfplatz, im Winter mit den Tourenskiern. Er lebt in Sistrans oberhalb von Innsbruck.